# Локомотивы-памятники

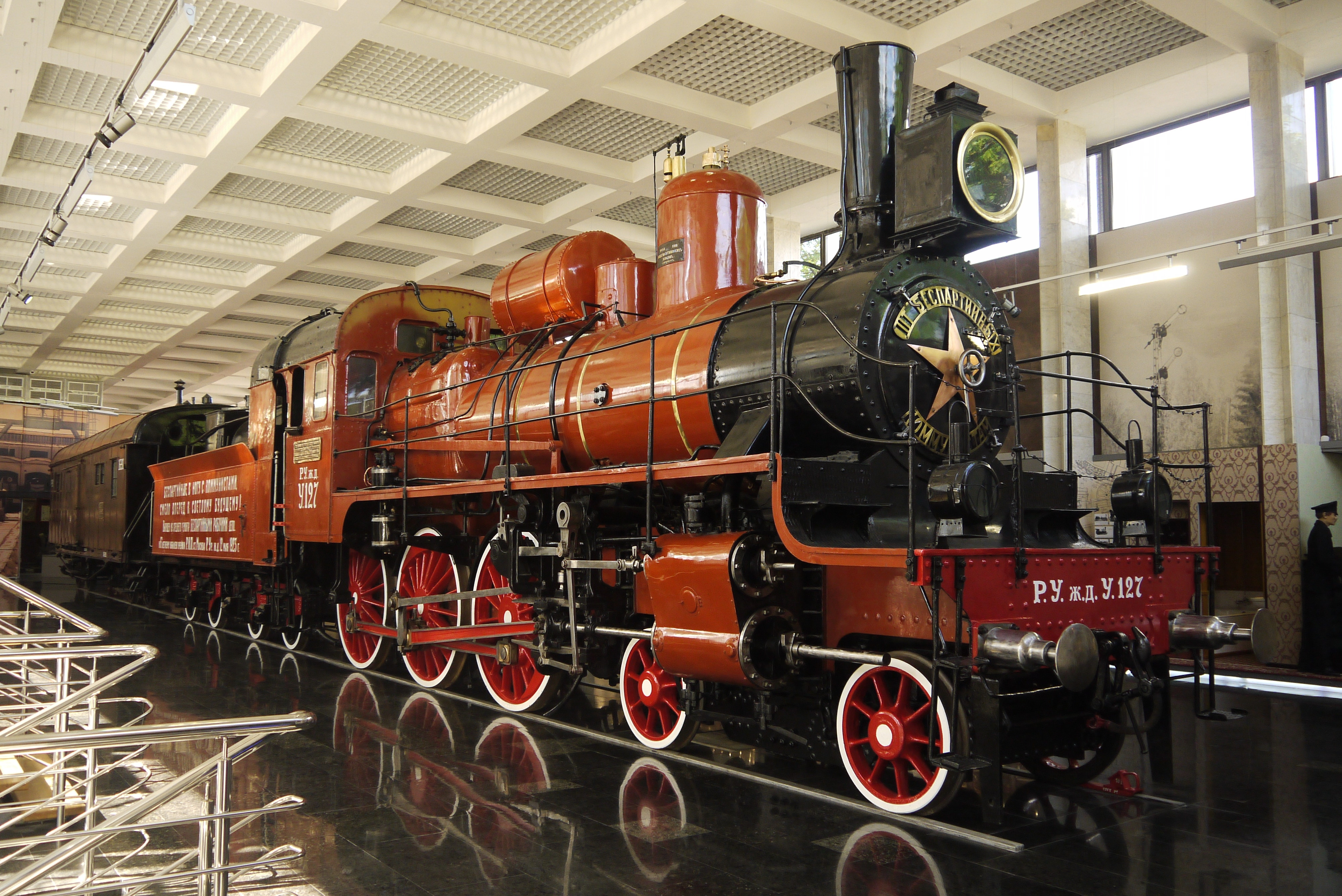
У127 в павильоне «Траурный поезд В. И. Ленина» у Павелецкого вокзала (конец мая 2012 года)

Локомотивы-памятники — натурные образцы локомотивов, представляющие какую-либо техническую и историческую ценность. Как правило, устанавливаются на территории каких-либо исторических мест, депо, вокзалов, площадей и т. п. Является разновидностью технических памятников.
Официально самым первым в мире локомотивом-памятником считается паровоз «Locomotion № 1» Джорджа и Роберта Стефенсонов, который в 1841 году был установлен на постаменте перед вокзалом в Дарлингтоне (позже его несколько раз снимали с постамента для участия в различных выставках, а после и вовсе перевели в музей).
На территории России и СССР первый локомотив-памятник был установлен в 1948 году на Павелецком вокзале. Им стал паровоз У127, который 23 января 1924 года привёз в Москву траурный поезд с телом Ленина. Позже в разных городах установлено много отдельных локомотив-памятников.
Также в разных странах (в том числе в России, на Украине, в Казахстане, Белоруссии, Узбекистане) действуют железнодорожные музеи с экспозициями локомотивов-памятников под открытым небом.

## Перечень локомотивов-памятников

### Паровозы-памятники
- Паровоз Черепановых (копия) — Нижний Тагил
- Паровоз Черепановых (копия) — Курган, ул. Станционная, 19
- Паровоз Черепановых (копия) — Курган, ул. Карбышева, 56
- 9ПМ−161 — Нижний Тагил в музее-заводе
- 9П-504 — Нижний Тагил у депо ПЖТ НТМК
- 9П-752 — Пермь у станции Пермь-I
- 9П-23534 — Балашов, Саратовская область, Локомотивное депо Балашов.
- Ел−629 — станция Уссурийск
- К-15776 — ж/д вокзал, Боярка
- Л-3127 - Смоленск
- Л-0012 — Коломна
- Л-0072 — Петушки (Владимирская область, Россия)
- Л-0026 — Ртищево (Саратовская область, Россия)
- Л-0392 — Унеча (Брянская область)
- Л 0409 — Анжеро-Судженск, привокзальная площадь
- Л-0858 — Рославль (Смоленская область, Россия)
- Л-1591 — Юдино (Татарстан, Россия)55°49′34″ с. ш. 48°53′49″ в. д.HGЯO
- Л-1765 — Бугульма (Татарстан, Россия)(Л-9669)
- Л-2298 — Санкт-Петербург, Музей железнодорожной техники
- Л-3285 — привокзальная площадь в Самаре[2].
- Л-3504 — у ДК железнодорожников в г. Слюдянка Иркутской области.
- Л-3516 — стадион «Локомотив» (Москва, Россия)
- Л-4046 — у локомотивного депо станции Слюдянка I.
- Л-4305 — станция Каменск-Уральский, Свердловская область.
- Л-4399 — Бузулук, сквер Победы
- Л-5111 — Локомотивное депо Максим Горький (Горьковский, Волгоград)
- Л-5122 — ДК «Магистраль» (Фрунзенский район г. Ярославля, Россия)
- Л-5188 — стадион «Локомотив» (Самара, Россия)
- H2-293 — Финляндский вокзал (Санкт-Петербург, Россия)
- Ов−3705, 1905 года постройки, Харьковский паровозостроительный завод — Сарапул, привокзальная площадь
- Ов−5109 — Локомотивное депо Волгоград (Волгоград, Россия)
- Ов−7024 — Локомотивное депо Москва-Сортировочная (Москва, Россия)
- П36-0124 — депо ст. Чернышевск-Забайкальский
- СО17-12 — ст. Тихорецкая, привокзальная площадь
- СО17-1501 — Улан-Удэ
- СО17-1600 — ст. Красноярск, привокзальная площадь
- СО17-4189 — Чаплыгин (Липецкая область), паровоз в Бологом, паровоз в Сонково
- СО18-3100 — Локомотивное депо Вологда (Вологда, Россия)
- Су−211-85 — Локомотивное депо Самара (Самара, Россия)
- Су−213-89 — Пенза, рядом с автовокзалом
- Су−214-33 — станция Калуга-1 в городе Калуга. Представляет собой переднюю четвертую часть локомотива.
- ФДп20-578 — ж/д вокзал, Киев
- ФД20-770 — локомотивное депо Отрожка в городе Воронеже
- ФД20-2697 — Площадь им. Валерия Собанина в городе Кургане
- ФД21-3031 — Дом культуры железнодорожников в городе Тюмени, в 300 метрах от вокзала.
- Э-2432 — Локомотивное депо Саратов (Саратов, Россия)
- Эм 711-26 — Салехард
- Эм-723-37, город Няндома, Архангельской области
- Эм 725-39 — Станция Тверь
- Эм 730-73 — ст. Иланская (Красноярская ж.д.)
- Эм 732-34 - Станция Орск, Оренбургская область.
- Эм 737-62 — Белгород, ул. Вокзальная (в сцепе с тремя вагонами — музей Белгородского отделения ЮВжд)
- Эр−738-47 1935 года постройки — Петрозаводск
- Эр−795-82 на территории депо Петрозаводска
- Эр−703-49 — Мичуринск, Мичуринский локомотиворемонтный завод
- Эр 743-64 — в составе комплекса «Воинский эшелон», музей-панорама «Сталинградская битва», Волгоград
- Эр 762-91 — станция Воронеж-1 в городе Воронеж[3]
- Эр−768-84 — Татарск[4]
- Паровоз Эр-771-11- Железнодорожный вокзал город Бабаево, Вологодской области.
- ЭР−772-50 в парке «Салют, Победа» в Оренбурге
- Эр 773-50 — Грязи (Липецкая область, Россия)
- Эр 774 — Петров Вал, (Волгоградская область, Россия)
- Эр−787-75 — Новомосковск, Детский парк, территория Тульской ДЖД
- Эр−798-65 — Арзамас, площадь у вокзала станции Арзамас II
- Эу 684-58 — ж/д и автовокзал (Магнитогорск)
- Эу 701-40 —  локомотивное депо Екатеринбург - Пассажирский (Екатеринбург)
- Эу 708-64 — Волховстрой-1 (Волхов, Россия)
- Эш 4290 — Вязьма, железнодорожный вокзал
- японский паровоз D-51 1948 года постройки — Южно-Сахалинск, привокзальная площадь

### Тепловозы-памятники

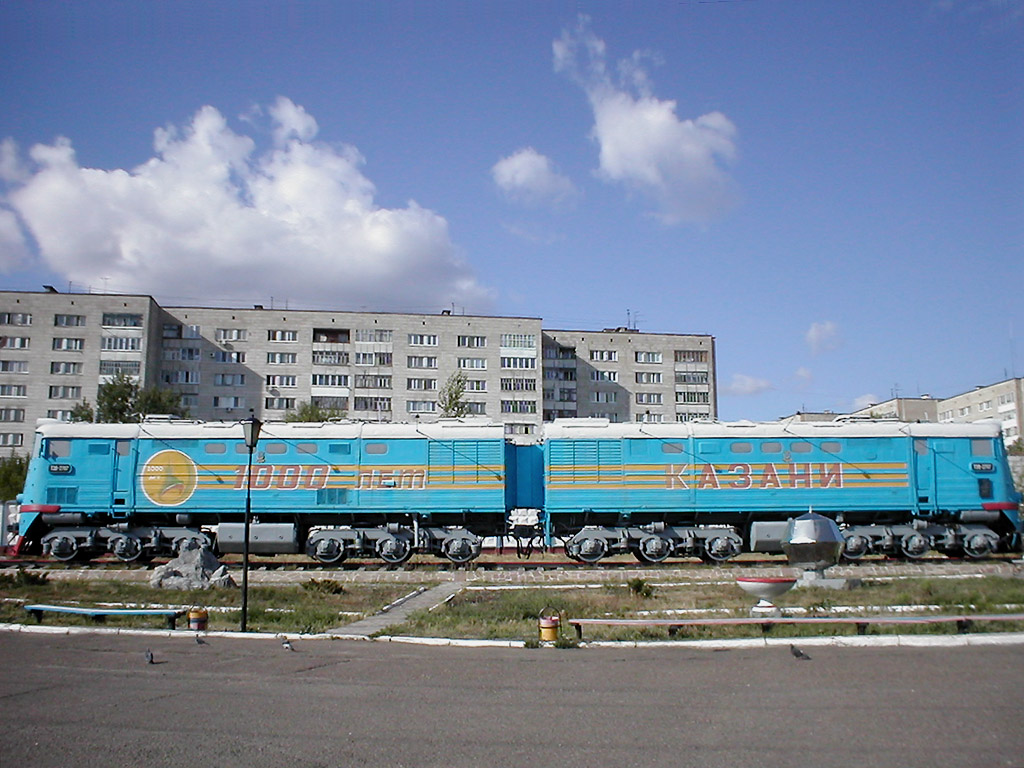
Тепловоз-памятник ТЭ3-2707 на площади 1000-летия Казани в посёлке Юдино г. Казани

- ТЭ3-2255 — перед локомотивным депо в Краснодаре (Краснодар, Россия) [5], [6], [7]
- ТЭ3-2707 — площадь 1000-летия Казани в посёлке Юдино (Казань, Россия)
- ТЭ3-3003 — на привокзальной площади в городе Новый Уренгой
- ТЭП60-0569 — на территории локомотивного депо Волгоград
- ТЭП60-1000 — близ Московского вокзала (Санкт-Петербург, Россия)
- ТУ2-126 — Новомосковск, Детский парк, территория Тульской ДЖД

### Электровозы-памятники
- НО-001 — локомотивное депо Ожерелье (Ожерелье, Россия)
- НО-004 — НЭВЗ (Новочеркасск, Россия)
- ВЛ10-021 — станция Челябинск - Главный (Челябинск,Россия до 2020 г.)
- ВЛ23-440 — локомотивное депо Кандалакша (Кандалакша,Россия)
- ВЛ23-456 — локомотивное депо Ховрино (Москва, Россия)
- ВЛ19-01 — станция Хашури (Хашури, Грузия)
- ВЛ19-40 — локомотивное депо Кандалакша (Кандалакша,Россия)
- ВЛ19-61 — Город Златоуст (Россия)

## Фотогалерея

Фотографии локомотивов-памятников
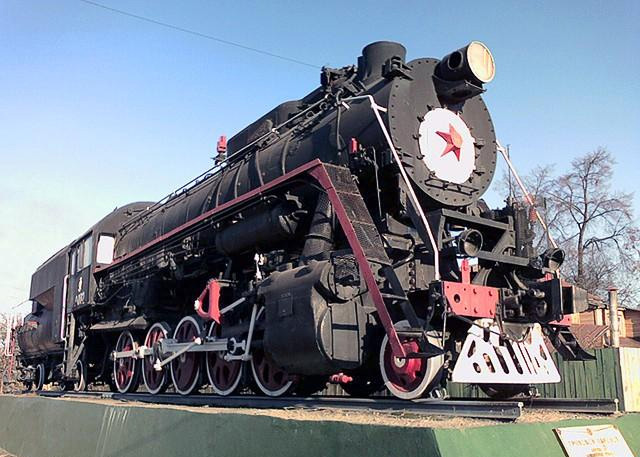
Памятник «Паровоз серии Л» в Коломне
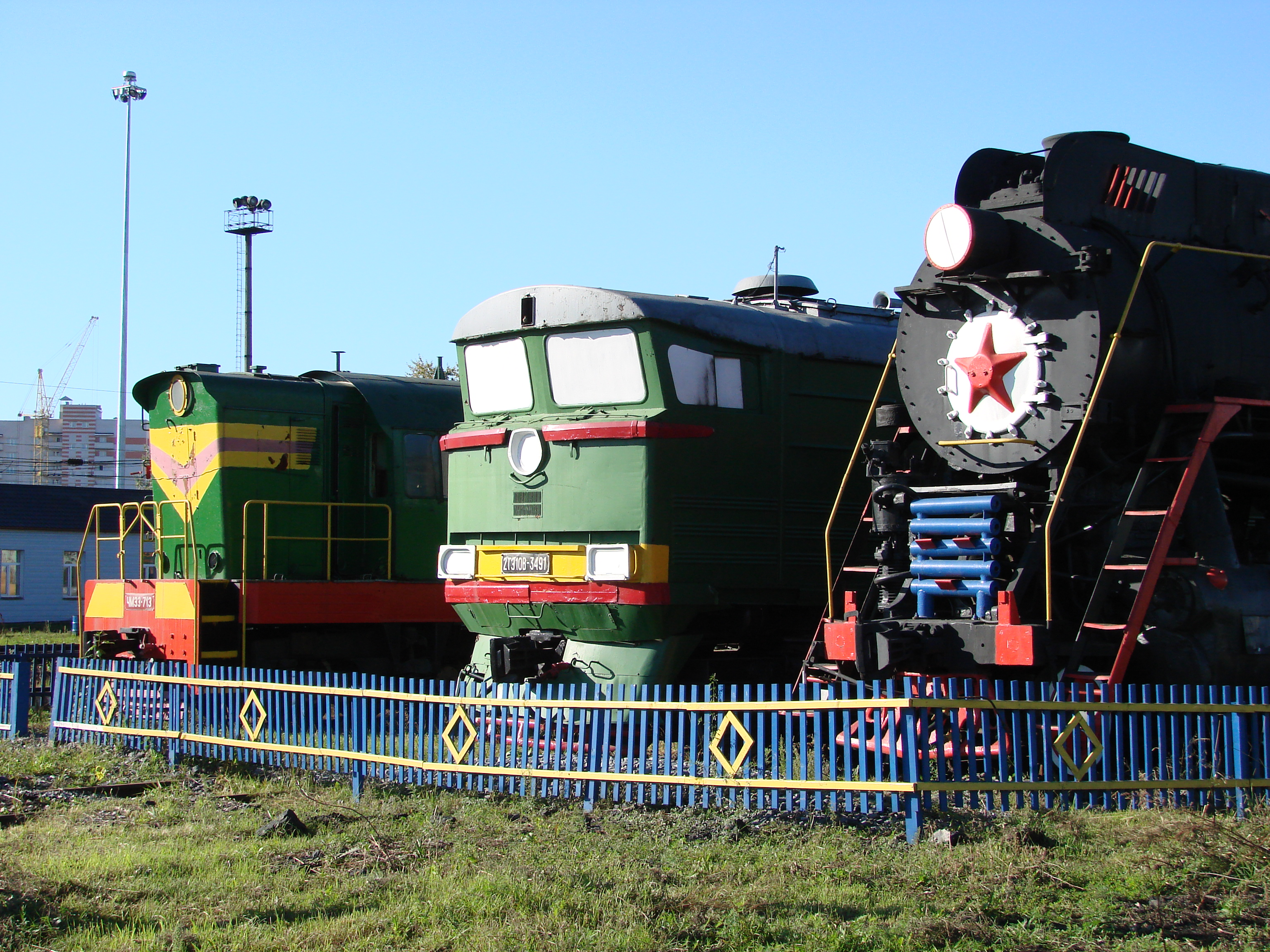
Локомотивы-памятники (Локомотивное депо Вологда)
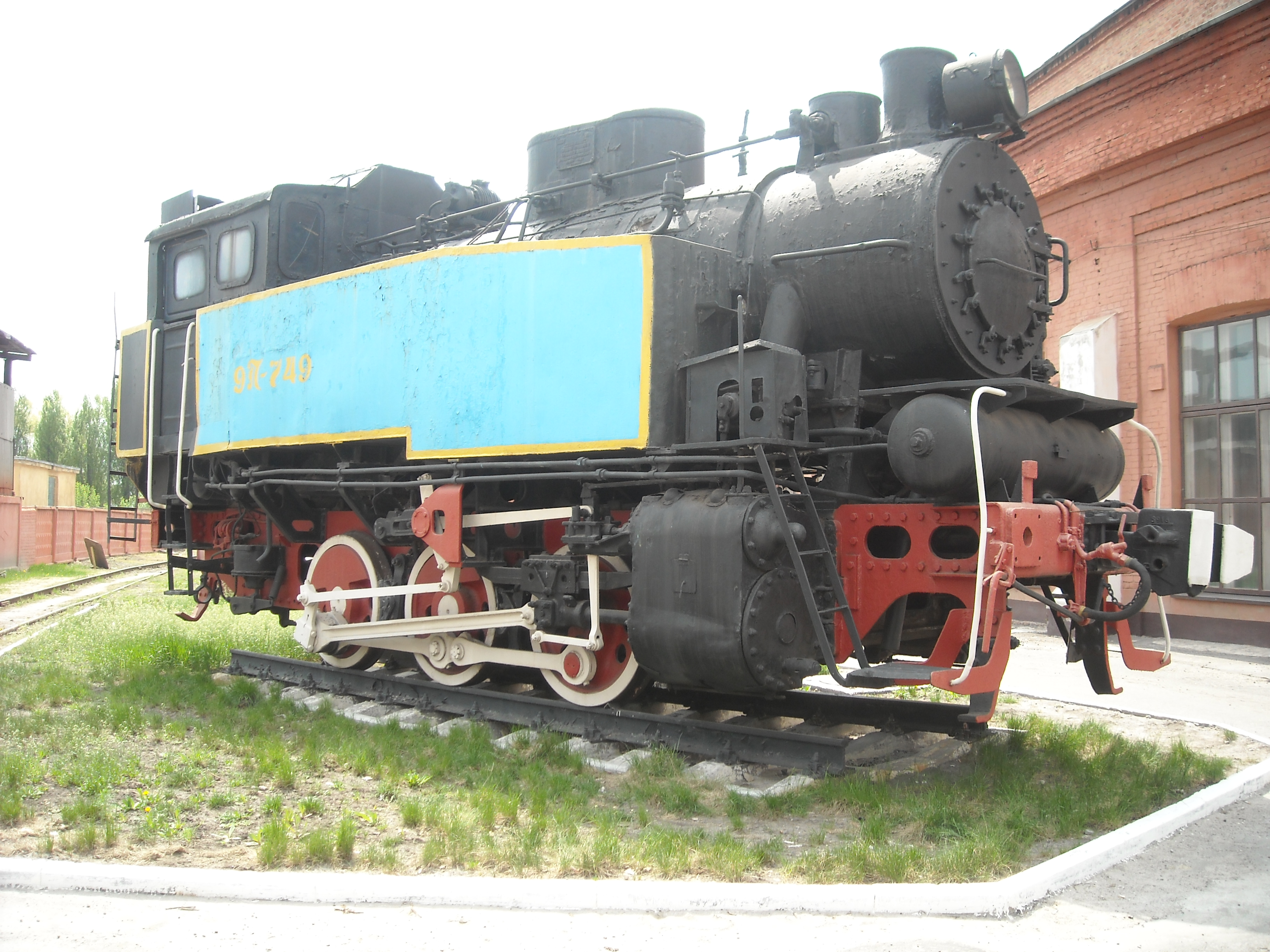
Паровоз-памятник 9П-749 (Локомотивное депо Основа, Харьков, Украина)
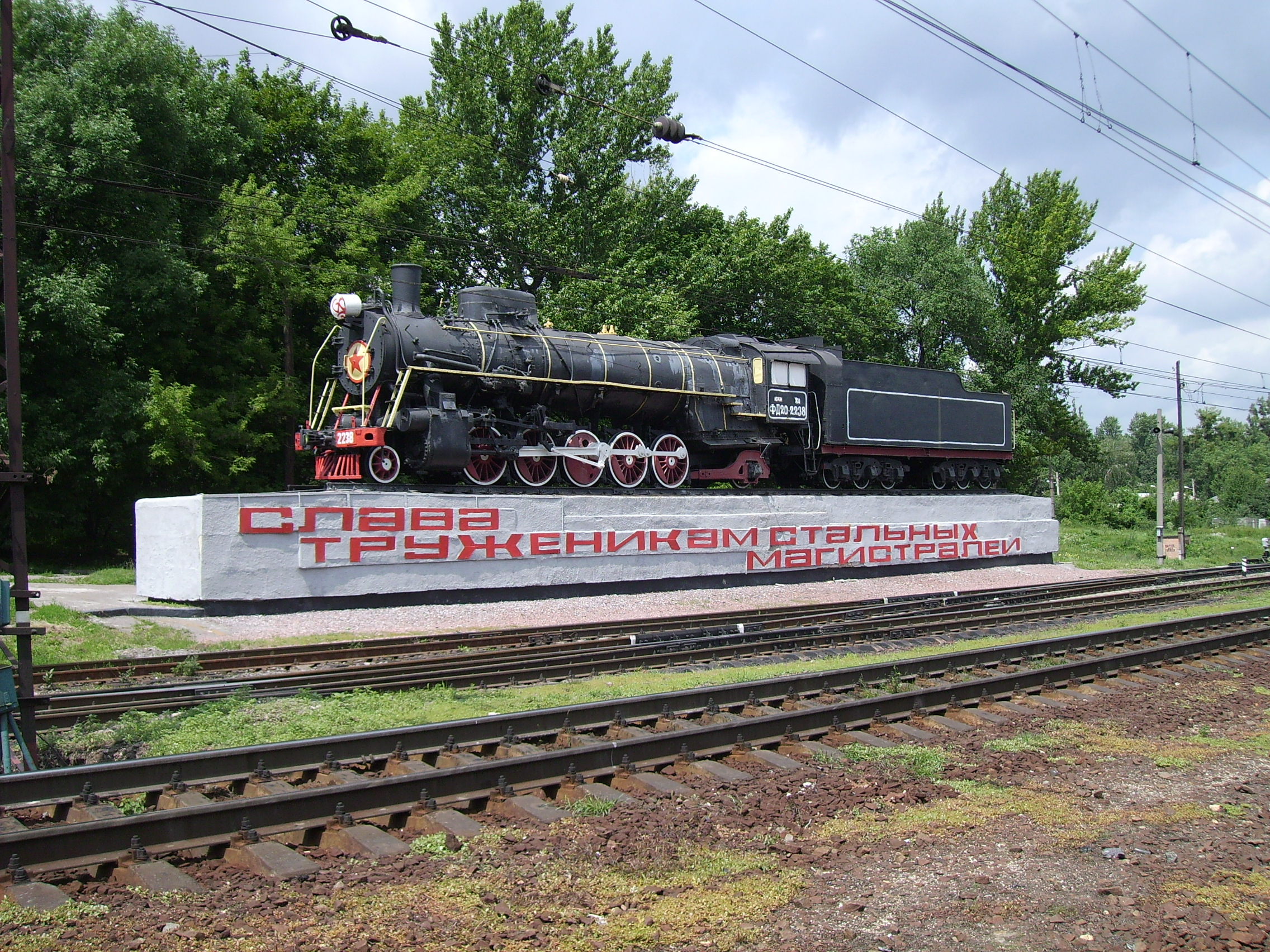
ФД20-2238 у станции Харьков-Пассажирский
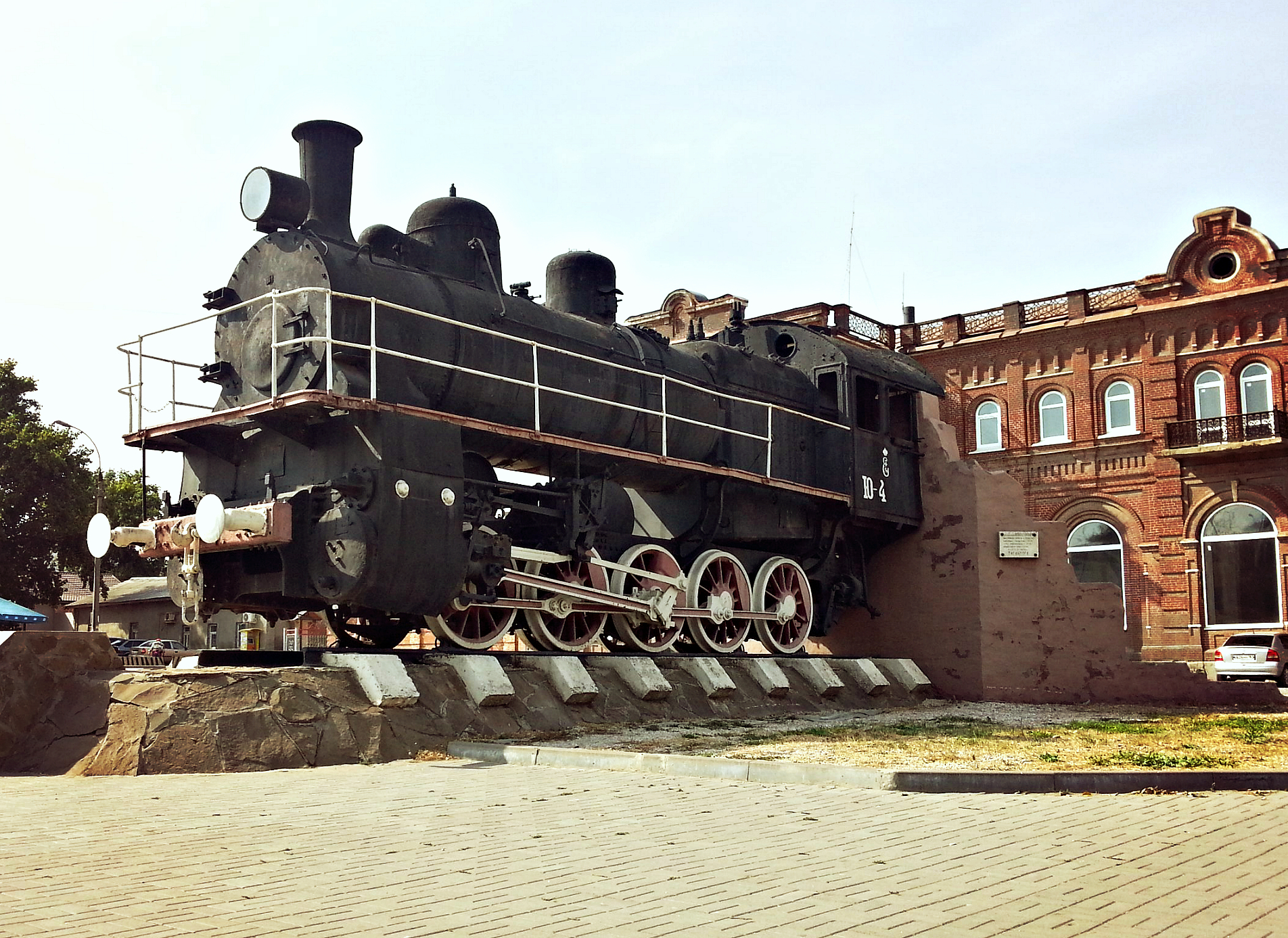
Паровоз-памятник (Таганрог)
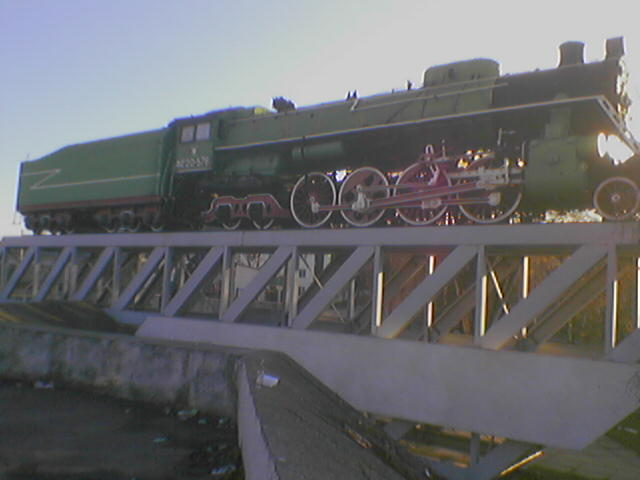
Паровоз-памятник ФД(п)-20-578 в Киеве
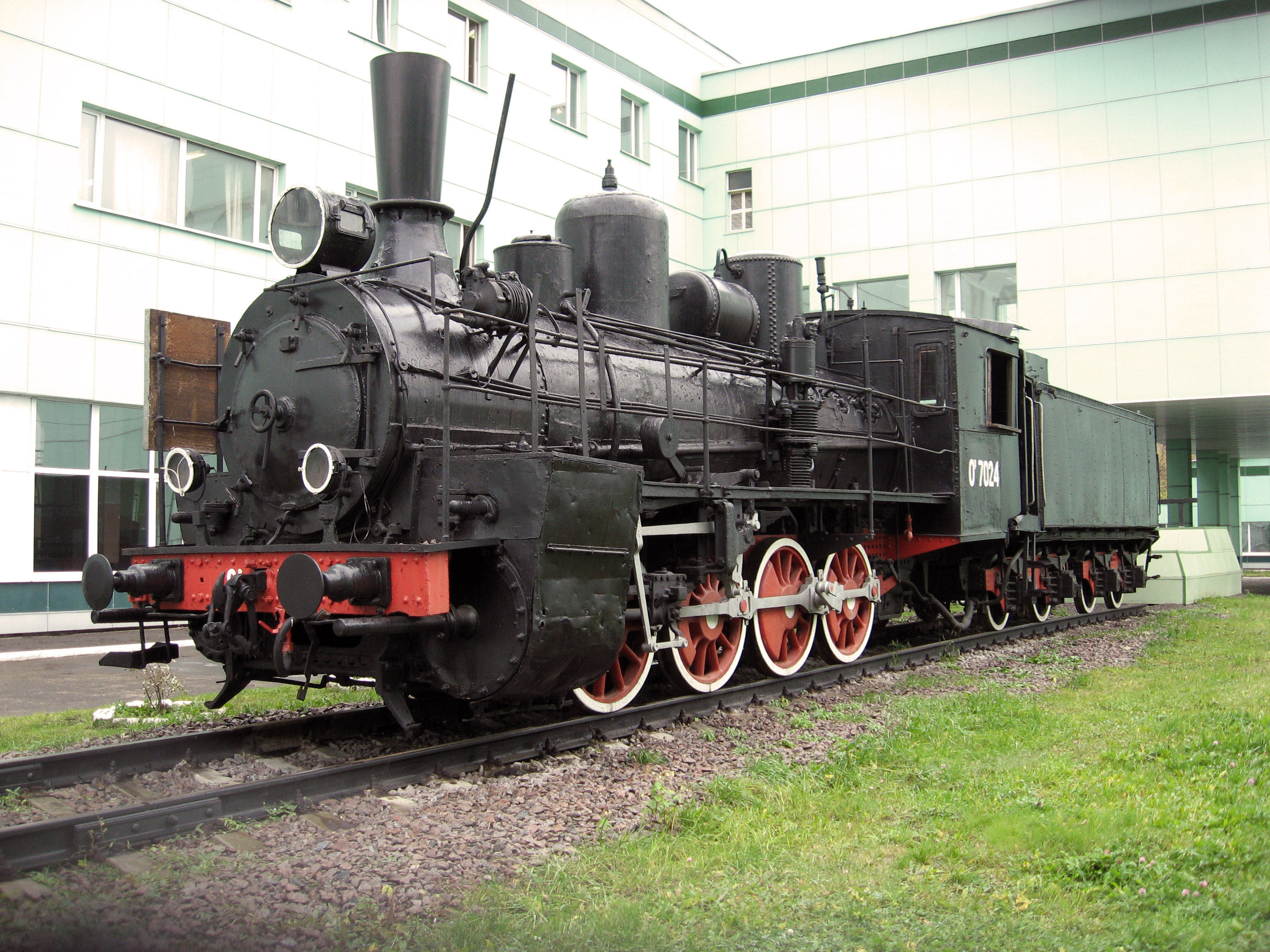
Паровоз-памятник Ов-7024 в Москве
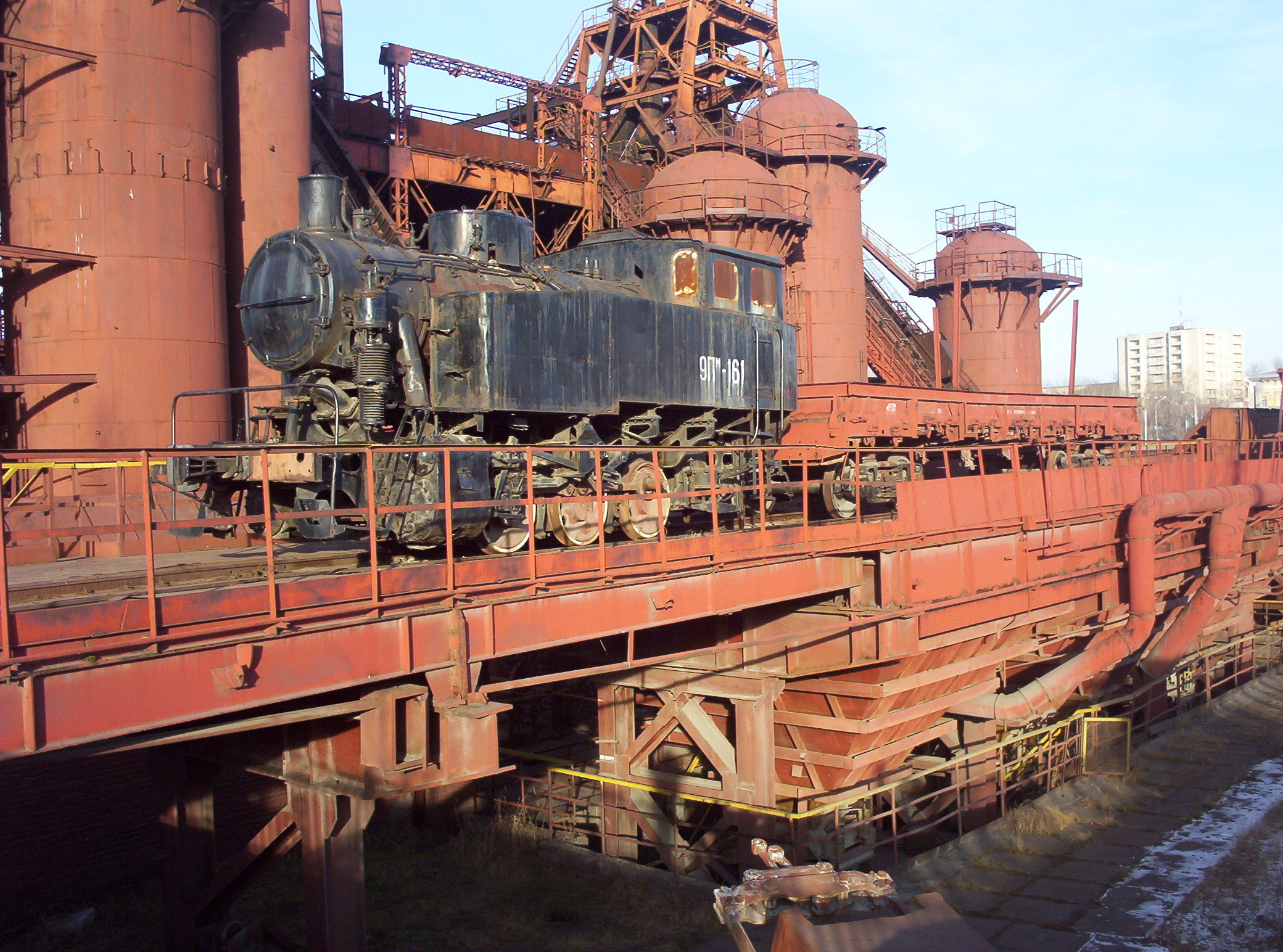
Паровоз-памятник 9Пм-161 в Нижнем Тагиле (завод-музей)
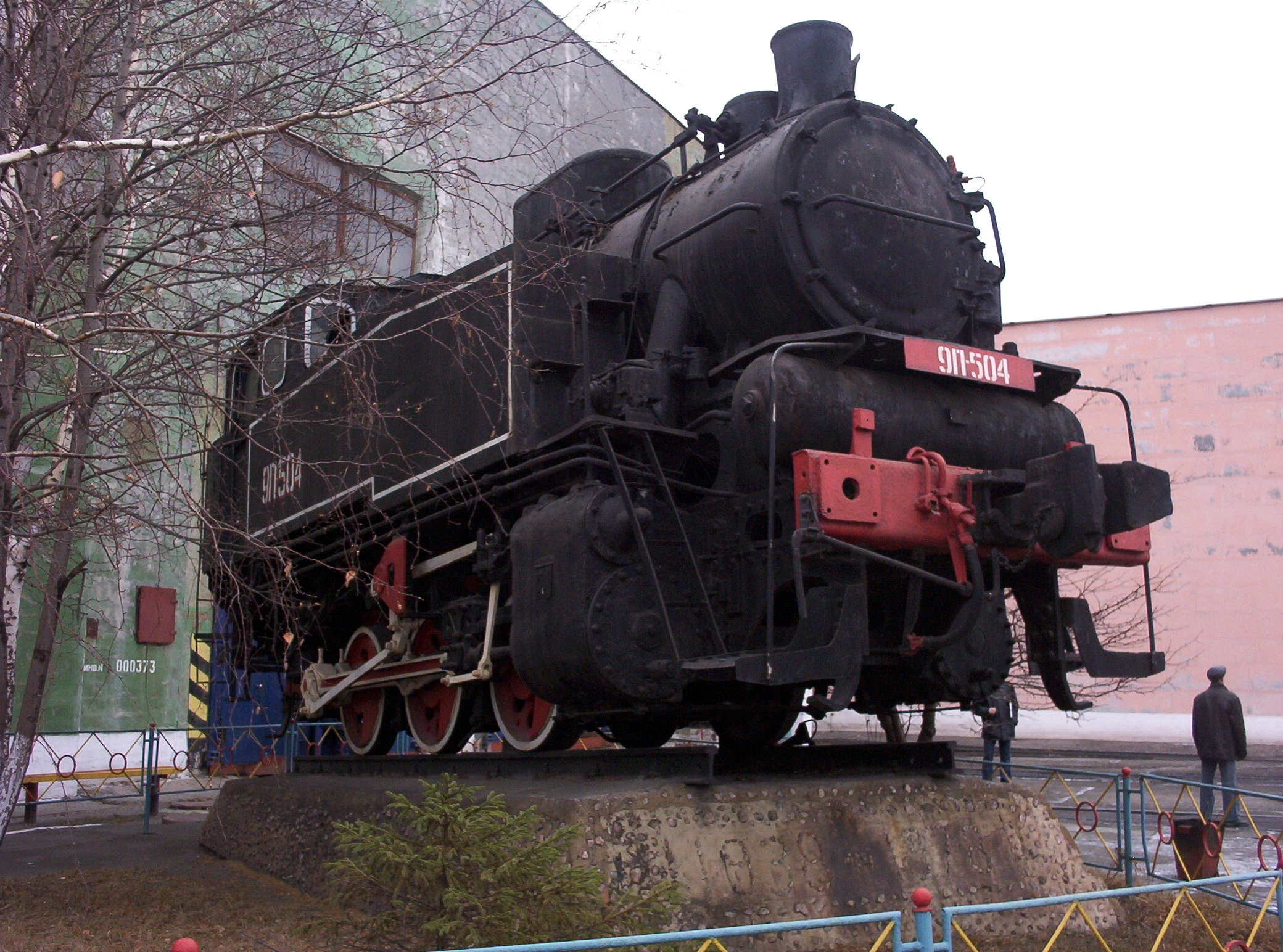
Паровоз-памятник 9П-504 в Нижнем Тагиле (депо ПЖТ НТМК)
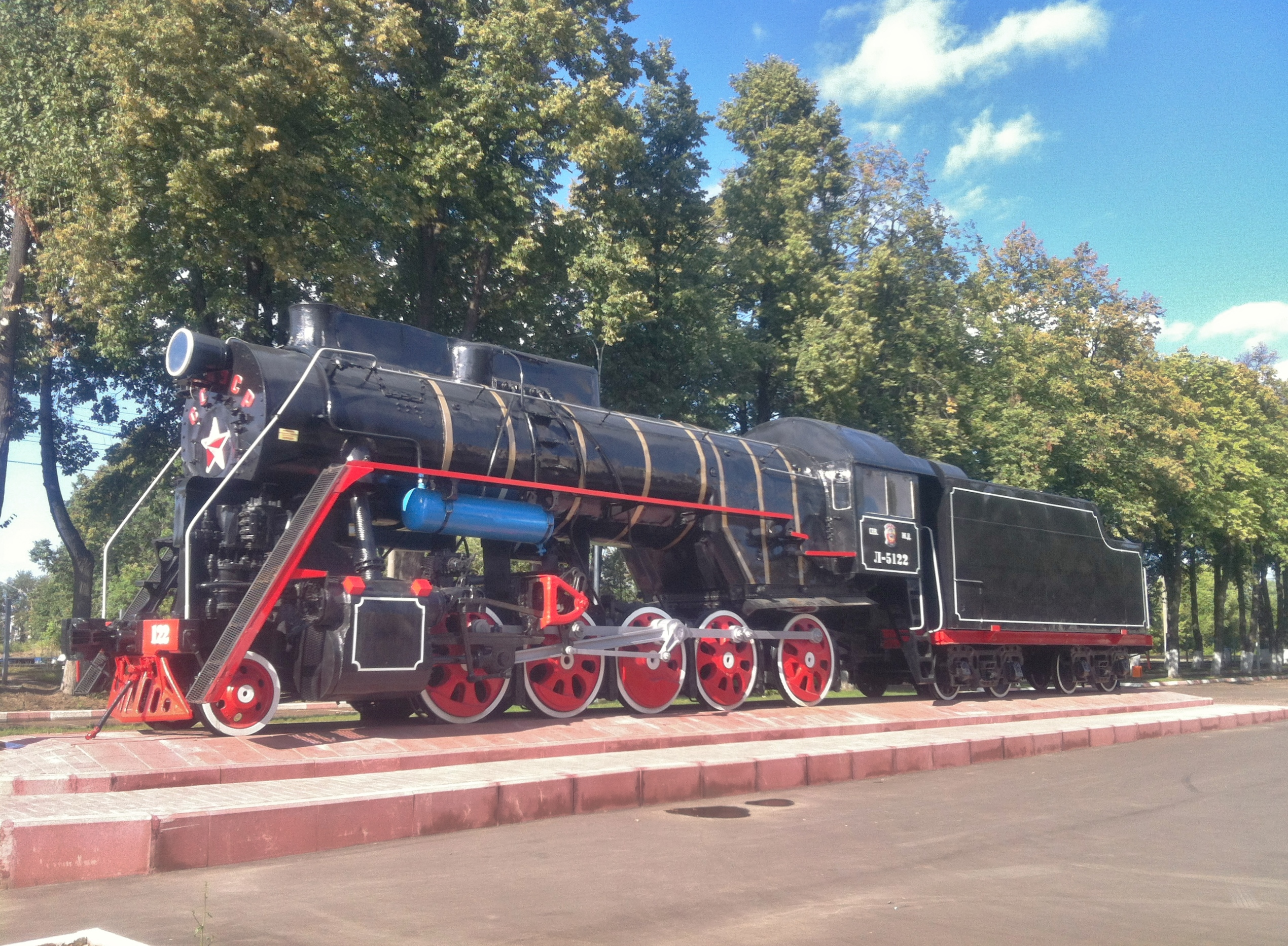
Паровоз-памятник Л-5122, установленный в Ярославле честь 100-летия ЯЭРЗ им. Б. П. Бещева
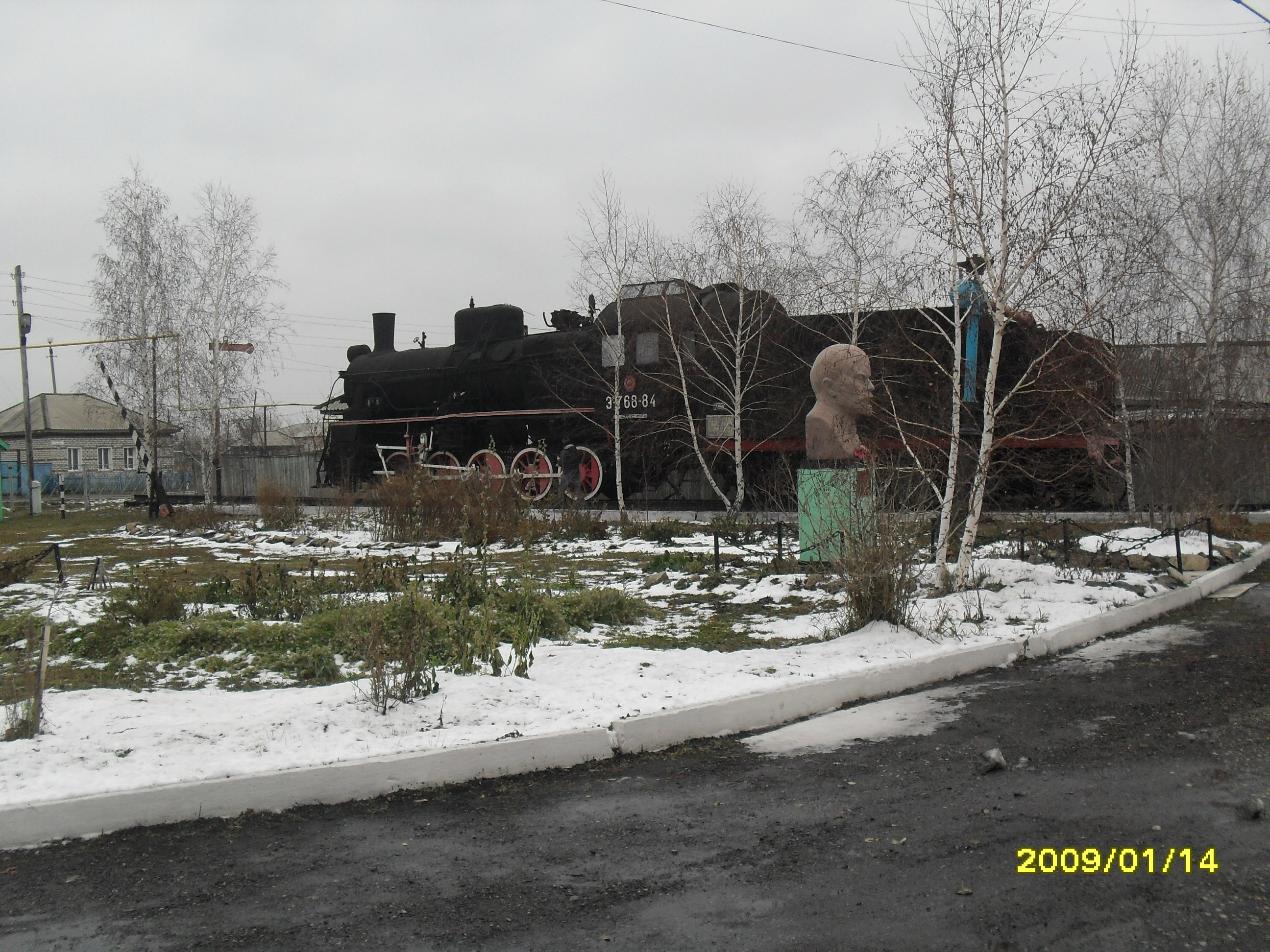
Поезд в музее г.Татарскам
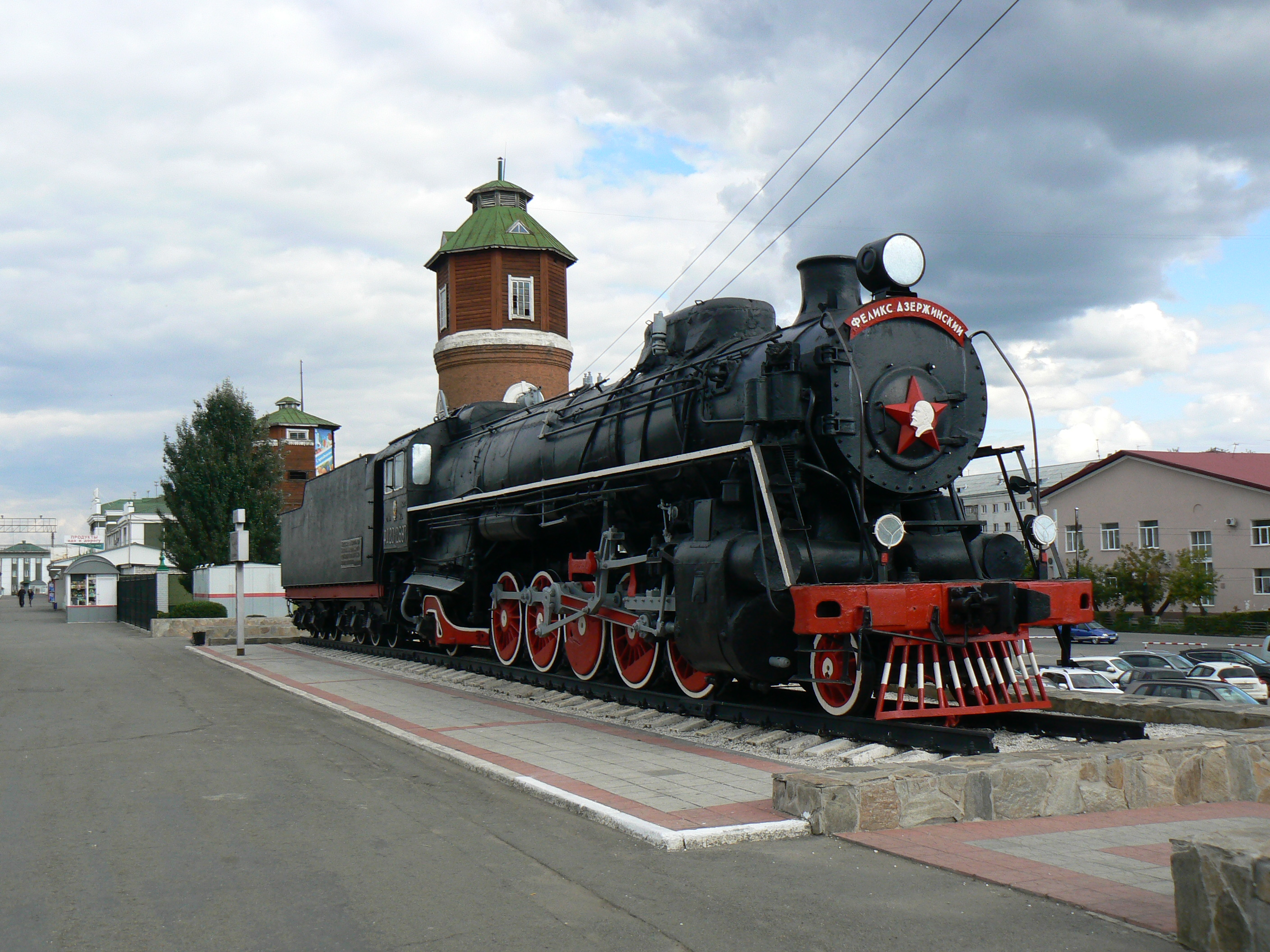
Паровоз-памятник ФД20-2697, установленный в Кургане, на площади им. Валерия Собанина
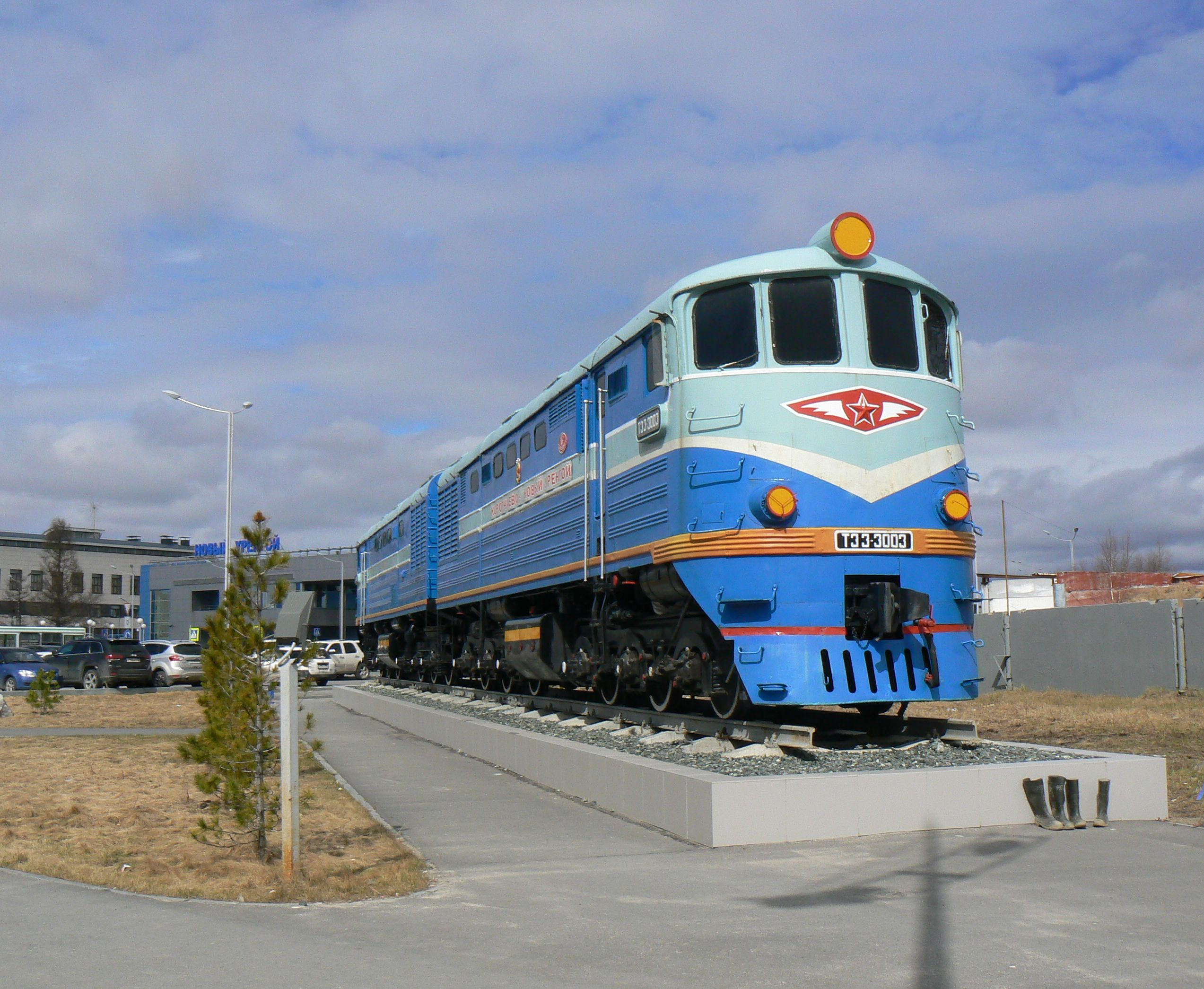
Тепловоз ТЭ3-3003, установленный в Новом Уренгое, на привокзальной площади
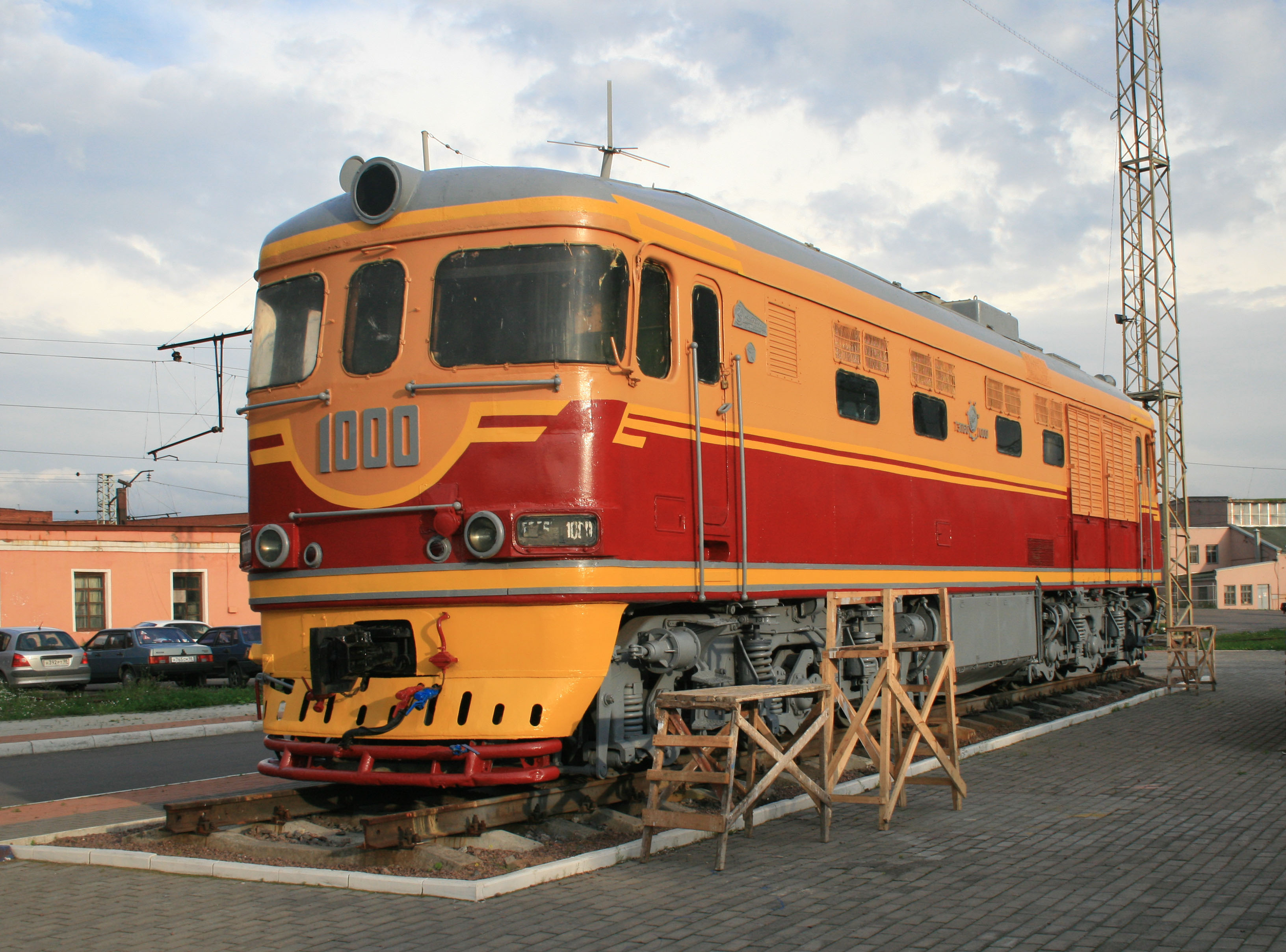
Тепловоз-памятник ТЭП60-1000 в локомотивном депо Санкт-Петербург-Пассажирский-Московский ТЧЭ-8
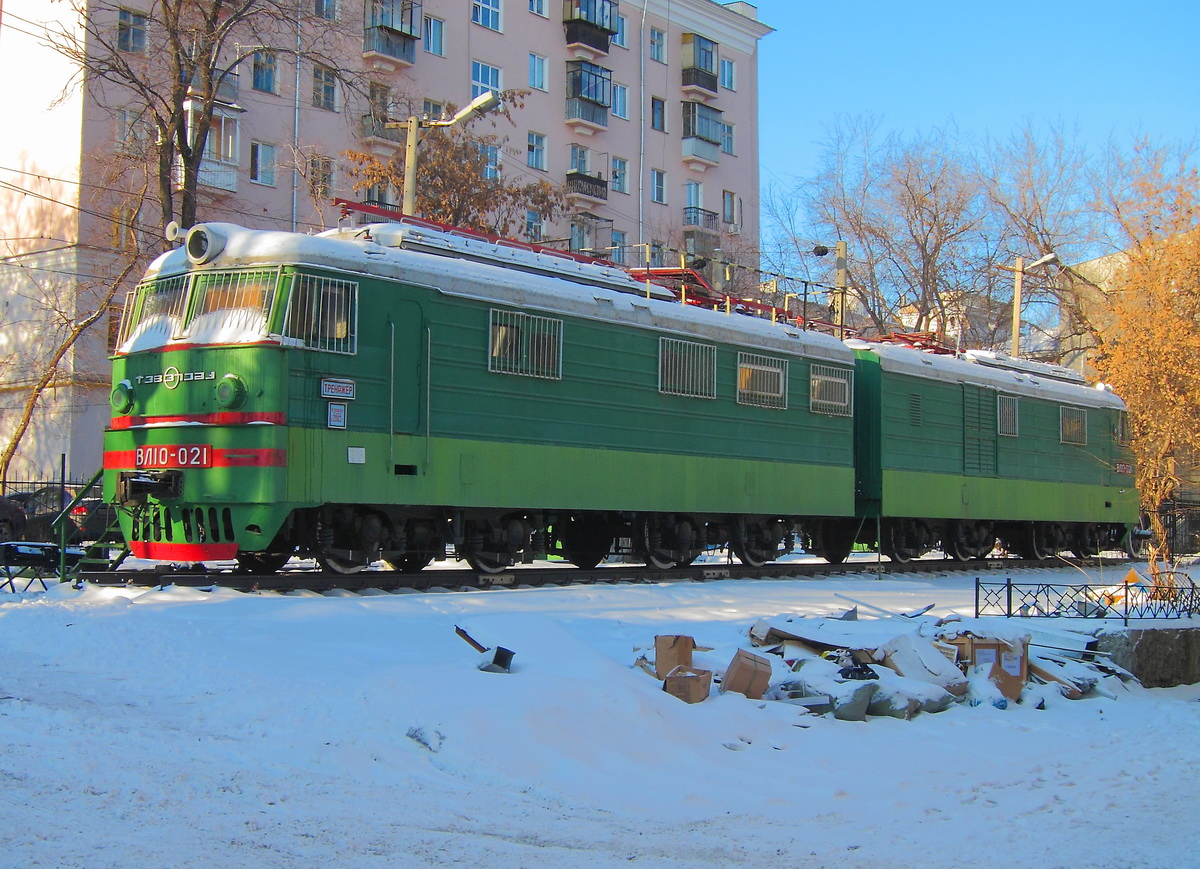
Электровоз ВЛ10-021,установленный в Челябинске, на станции Челябинск главный
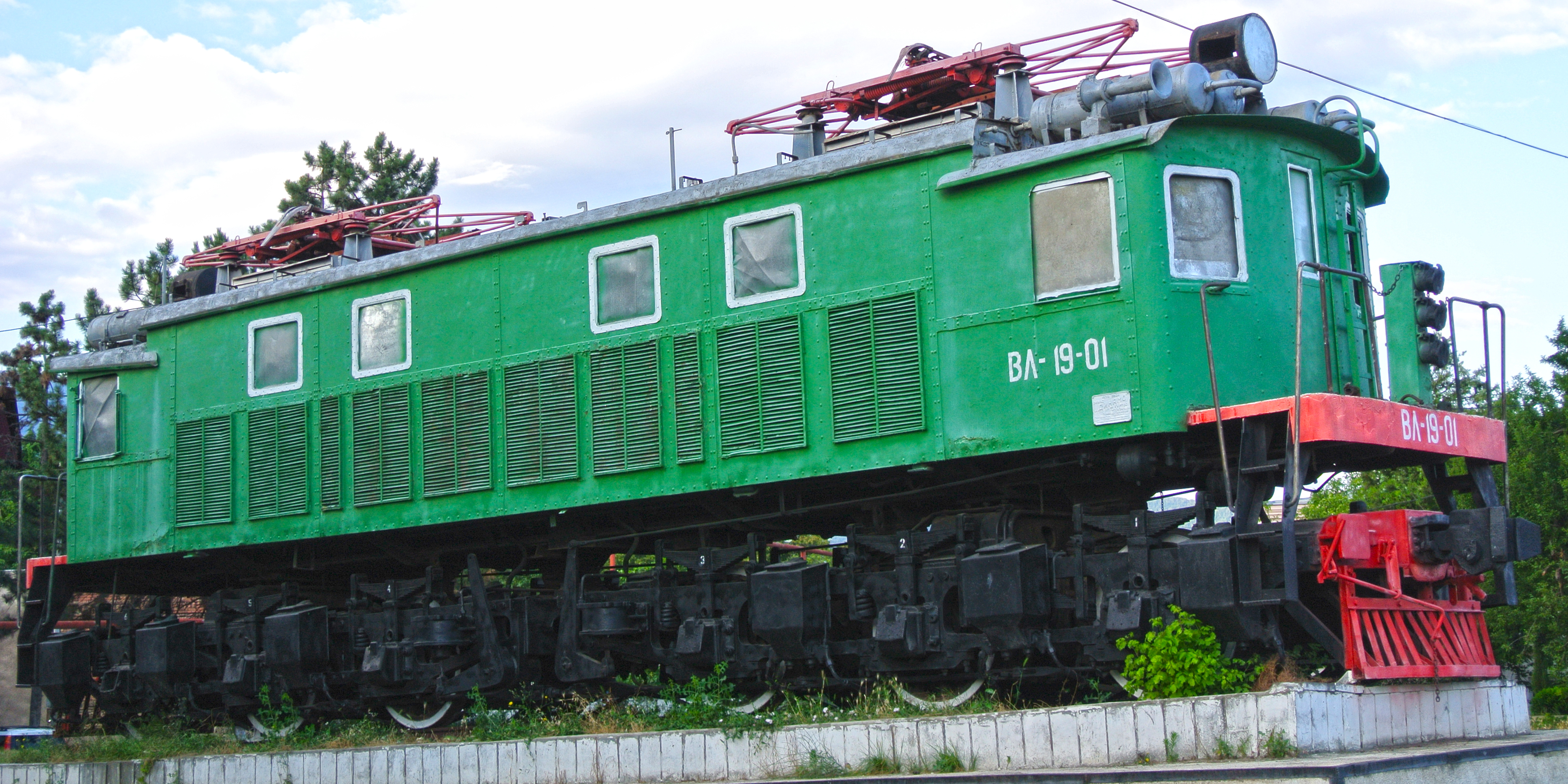
Электровоз ВЛ19-01,установленный в Хашури, на станции

Изображения на почтовых марках
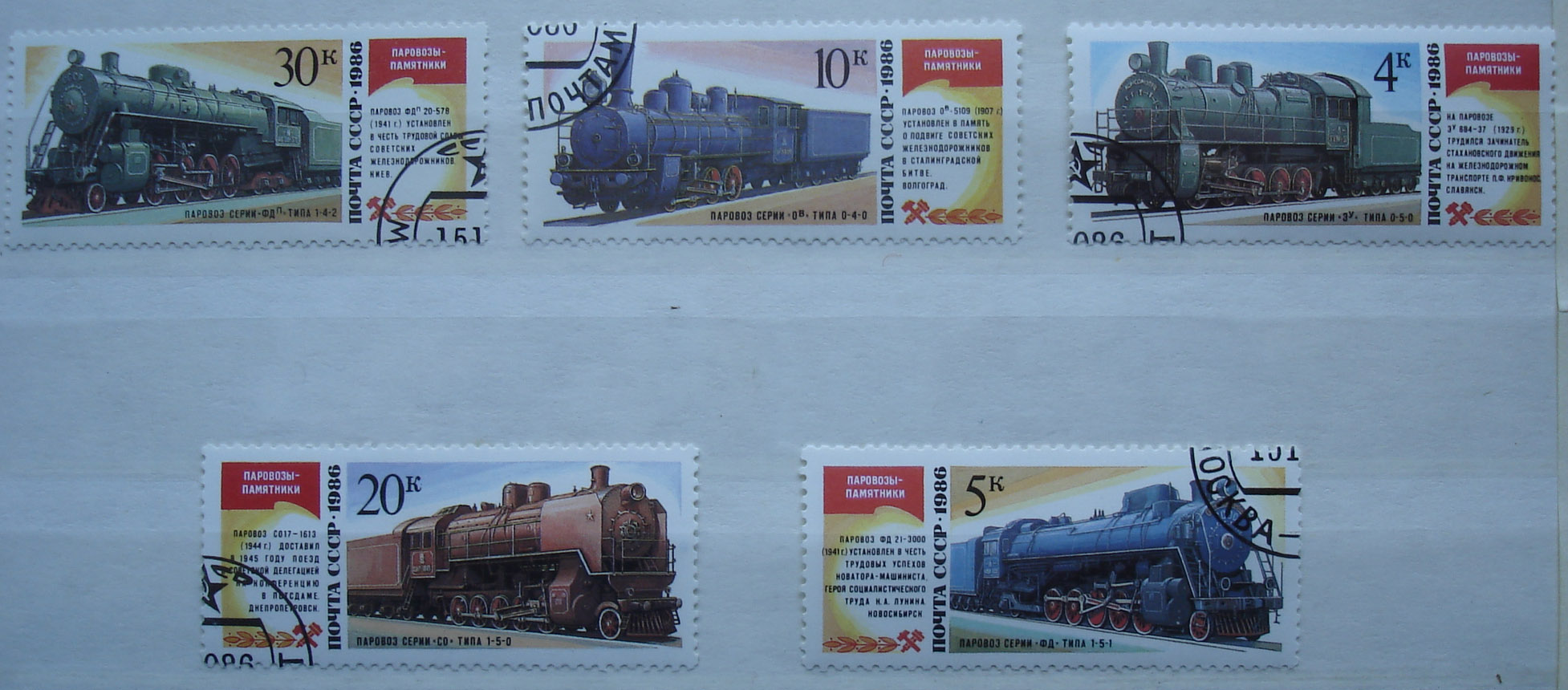
Серия почтовых марок СССР, 1986 год